# Kittanning (Pennsylvanie)
Ne pas confondre avec l’ancien village lenape, Kittanning.
Le borough de Kittanning (en anglais [kɪˈtænɪŋ]) est le siège du comté d’Armstrong. Sa population s’élevait à 4 044 habitants lors du recensement de 2010, estimée à 3 795 habitants en 2017.

## Histoire
Le borough a été fondé sur l’emplacement du village des Lenapes de Kittanning, qui a été détruit par la milice de Pennsylvanie lors de l’expédition Kittanning en 1756. Le mot Kittanning signifie « au grand ruisseau » − l’Allegheny − dans la langue des Lenapes.

## Personnalités
- Margaret Reed Lewis (1881-1970), biologiste cellulaire et embryologiste, est née à Kittanning.
- Teri Hope (1938-2023), playmate de Playboy, actrice.

## Source
- (en) Cet article est partiellement ou en totalité issu de l’article de Wikipédia en anglais intitulé « Kittanning, Pennsylvania » (voir la liste des auteurs).